# Sorgon
Sorgon est une localité située dans le département de Diébougou de la province de la Bougouriba dans la région Sud-Ouest au Burkina Faso. En 2006, cette localité comptait 276 habitants dont 47,4 % de femmes.

## Santé et éducation
Le centre de soins le plus proche de Sorgon est le centre médical avec antenne chirurgicale (CMA) de la province à Diébougou.
Le village ne possède pas d'école primaire.